# 2 × 2 im Himmelbett
2 × 2 im Himmelbett ist ein 1964 entstandenes, dänisch-deutsches Filmlustspiel. Unter der Regie von Erik Balling spielen Thomas Fritsch, Marie Versini und Sonja Ziemann die Hauptrollen.

## Handlung
Frankreich, zur Zeit der Belle Epoque. Der Graf Pierre de Sauterne ist ein jugendlicher Schwerenöter und liebenswerter Faulpelz, der das Leben und vor allem die Damenwelt liebt. Das kann so nicht weitergehen, befindet der Familienrat. Der gleichfalls hinter jedem Rock herlaufende Onkel „Töff-Töff“, der so heißt, weil seine zweite große Liebe einer ganz neuen Erfindung, dem knatternden und stinkenden Automobil gilt, beschließt, dass der junge Mann in eine einsame Villa am Meer verbannt und dort die Sommerferien verbringen wird. Dort soll sich Pierre ganz auf seine Studien konzentrieren, fernab jeder ablenkenden Weiblichkeit.
Ein eigens bestellter Hauslehrer soll ihn ordentlich rannehmen und pauken lassen. Das ist leichter gesagt als getan, denn plötzlich tauchen zwei bildhübsche, junge Damen in Begleitung ihrer Tante Margot auf, die in der Villa Schutz vor einem schweren Gewitter suchen und Pierre augenblicklich den Kopf verdrehen. Es dauert nicht lange, bis er mit den beiden jungen Grazien im Bett landet. Bald darauf gibt jedes der Mädchen vor, von ihm schwanger zu sein. Nun ist guter Rat teuer. Pierre versucht die Dinge auf seine ganz persönliche Art zu lösen, und er hat eine ebenso famose wie ziemlich hinterhältige Idee: Er versucht Zizi und Jeanette mit seinen beiden verhassten Vettern Emil und Louis zu verkuppeln.
Die Mädchen sind von diesen Vettern aber gar nicht angetan und gestehen Pierre schließlich, gar nicht schwanger zu sein. Erleichtert geht Pierre mit beiden auf Weltreise, während Tante Margot und Lehrer Noel den Bund der Ehe schließen.

## Produktionsnotizen
2 × 2 im Himmelbett entstand im Sommer 1964 in Dänemark. Die Uraufführung war am 14. Januar 1965 in Deutschland, in Dänemark wurde der Film am 12. April 1965 in die Kinos gebracht. Der Film wurde auch unter dem Alternativtitel Zwei mal zwei im Himmelbett präsentiert.
Für Robert Graf war dies sein letzter Kinofilm.

## Kritiken
„Wenn man so schnell Star geworden ist wie Thomas Fritsch, hat man Mühe, geeignete Stoffe zu finden. Sicher malte er sich für dieses deutsch-dänische Lustspiel unter der Regie des bewährten Erik Balling und mit den Partnerinnen Marie Versini, Sonja Ziemann und Malene Schwartz gute Erfolgschancen aus. Aber es wurde wieder eine Enttäuschung. Balling inszenierte das harmlose Sommerspiel um die Liebschaften eines blutjungen Playboys zwar bewußt überdreht und optimistisch, schrieb sich jedoch in sein eigenes Drehbuch zuwenig Einfälle hinein und hatte eigentlich nur in Fritsch und dem kraftvollen Gunnar Lauring als ‚Onkel Töff-Töff‘ geeignete Schauspieler für seine Absichten.“

In Paimann’s Filmlisten heißt es: „Obwohl die, anfangs einfalls- und temporeiche Handlung moralische Schlagseite bekommt, sind Thomas Fritsch und seine Partnerinnen so locker geführt und nordische Landschaft sowie heimelige Interieurs […] mitbestimmend einbezogen, daß der, musik untermalte (Lieder) und schön photographierte Streifen […] städt. Kreise […] recht gut unterhält.“
In Filme 1965–70 ist Folgendes zu lesen: „Selten wurde Unsittlichkeit so selbstverständlich, oberflächlich und primitiv angeboten.“
Im Lexikon des Internationalen Films heißt es: „Oberflächlich und primitiv dargebotener Komödienversuch ohne jeden Anflug erotischer Eleganz, vielmehr geprägt von ebenso lautem wie plumpem Witz.“
Auch der Evangelische Filmbeobachter hält nichts von dem Streifen: „Eine schamlose, peinliche Schlafzimmerklamotte, mit gebilligten Unwahrheiten und Betrügereien durchsetzt. Darsteller wie Kamera sehr schwach. Abzulehnen.“